# 早稻田大学
早稻田大學（日语：／ Waseda Daigaku */?），简称早稻田（わせだ）、早大（そうだい），是一所本部位於日本东京都新宿区早稻田的私立研究型大学，於1882年由明治維新時期日本首相大隈重信創立。
该校在政治学、法学、文学、商学、理工学、教育学、藝術、體育等多個領域對近代日本有著重大的影響，與慶應義塾大学合称早庆，被譽爲日本「私立雙雄」。

## 历史沿革

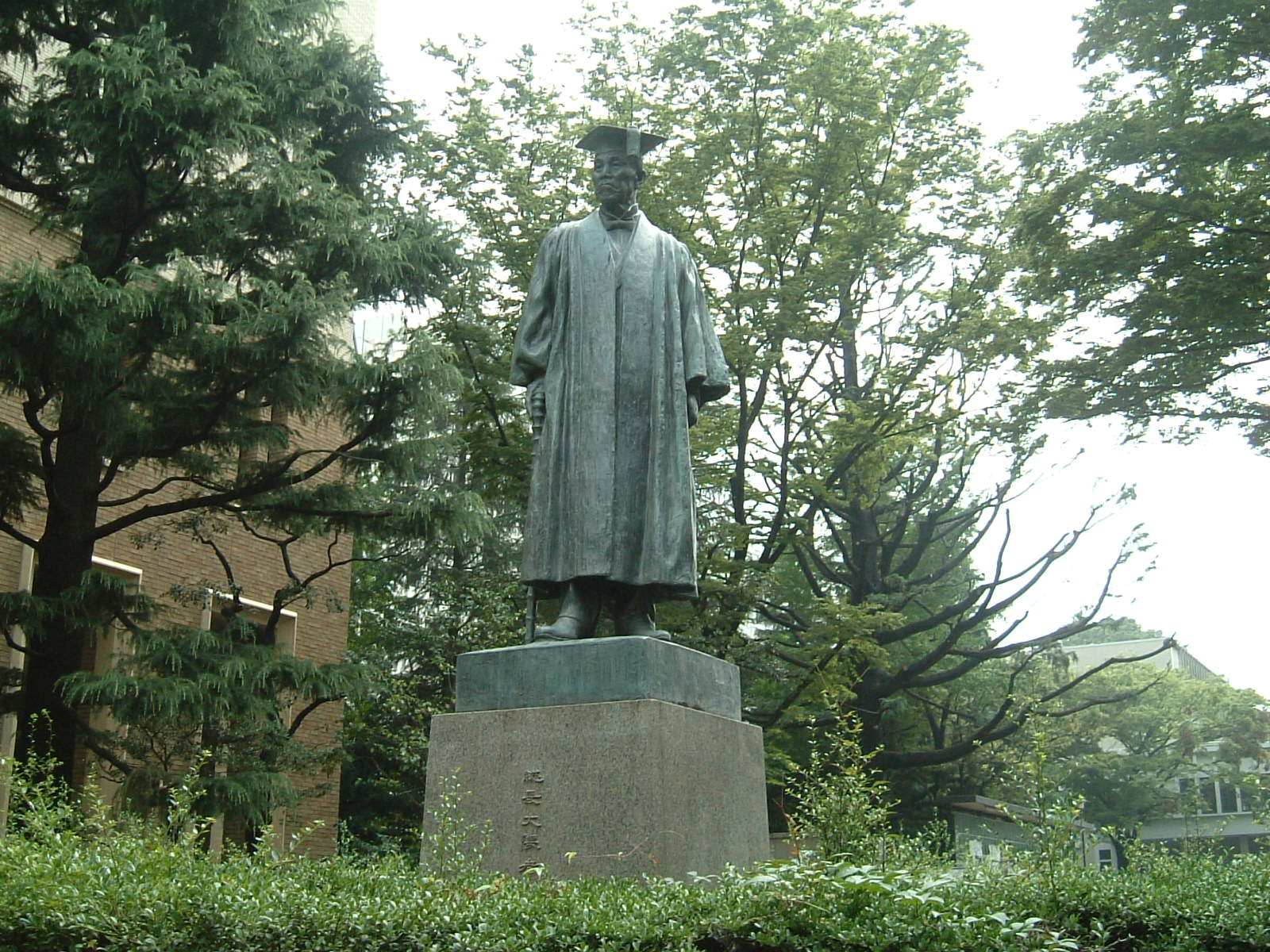
大隈重信立像（朝倉文夫作品）。

因明治十四年政變而下台的日本前內閣總理大臣大隈重信與法律學者小野梓、政治家矢野文雄共同組成了主张英国式君主立宪制的立憲改進黨，並構想創立一個能夠養成立憲體制領導人才的學校。该计划最終於1882年（明治15年）9月公佈，並於同年10月21日於東京府成立了東京專門學校，是為今日早稻田大學的起源。大隈重信在創立本校時參考了英國倫敦政治經濟學院等院校，建立了政治經濟學部，設政治經濟學科、法學科、理學科、英學科。
1886年（明治19年）發行《早稻田講義錄》，開始接受海外留學生。1899年（明治32年）首批清朝留學生入學，開設大學預科早稻田大學高等學院。1900年（明治33年）首次向海外派遣留學生2名。
明治三十年以後，該校藉由體制的擴建與組織的改編，於1902年（明治35年）經政府認可改名為早稻田大學。同年，首屆早慶戰在慶應義塾大學舉辦。1904年（明治37年），早稻田大学由《專門學校令》成為高等教授機關的舊制專門學校。1913年（大正2年），制定《早稻田大學教旨》。
1917年（大正6年），發生早稻田騷動。1920年（大正9年）2月5日，根據政府頒佈的《大學令》，東京專門学校與慶應義塾等其他學校一同成為日本旧制大学，是日本最早一批成立的私立大學之一。1921年（大正10年），接受12名女性聽講生。1927年（昭和2年），大隈講堂完工。1928年（昭和3年），坪内博士記念演劇博物館開館。
1949年（昭和24年），學制改革成為新制大學，新設11所大學學院。1953年（昭和28年）開設博士課程。1962年（昭和37年）設立戶山校區，第一文学部和第二文學部遷移至此。1973年（昭和48年）廢除第二政治經濟学部、第二法学部和第二商学部。1982年（昭和57年）迎来百年校庆。1987年（昭和62年）設立所澤校區。
2007年（平成19年）迎来125週年校庆。2014年（平成26年）3月，早稻田大学高等学院被日本文部科学省指定為超级全球高中（Super Global High school）。4月，在前中野警察学校的原址上建立的“中野国際Community Plaza”正式開放。2015年（平成27年）3月，川口藝術學校閉校。2016年（平成28年）4月，開設大学院経営管理研究科。
2018年（平成30年）3月，早稻田大学歴史館開館（1号館1階）。12月，在記念会堂原址上建立的“新37号館（早稻田Arena）”竣工。2019年（平成31年/令和元年）3月，早稲田體育紀念舘開館（戸山校區）。
2020年（令和2年）3月，與東京大學簽訂連携及合作協議。4月17日，與牛津大学的3個理工学部簽訂連携及合作協議。同年舉行的2019年度畢業典禮與2020年度入学典禮因應日本的新冠肺炎疫情而被迫取消。開學日期也延期到4月20日。因應疫情影響，學校宣佈將對受影響而出現經濟困難的學生提供每人10萬日元的緊急支援金。
2021年（令和3年）10月，早稻田大学国际文学馆開館。

## 文化传统

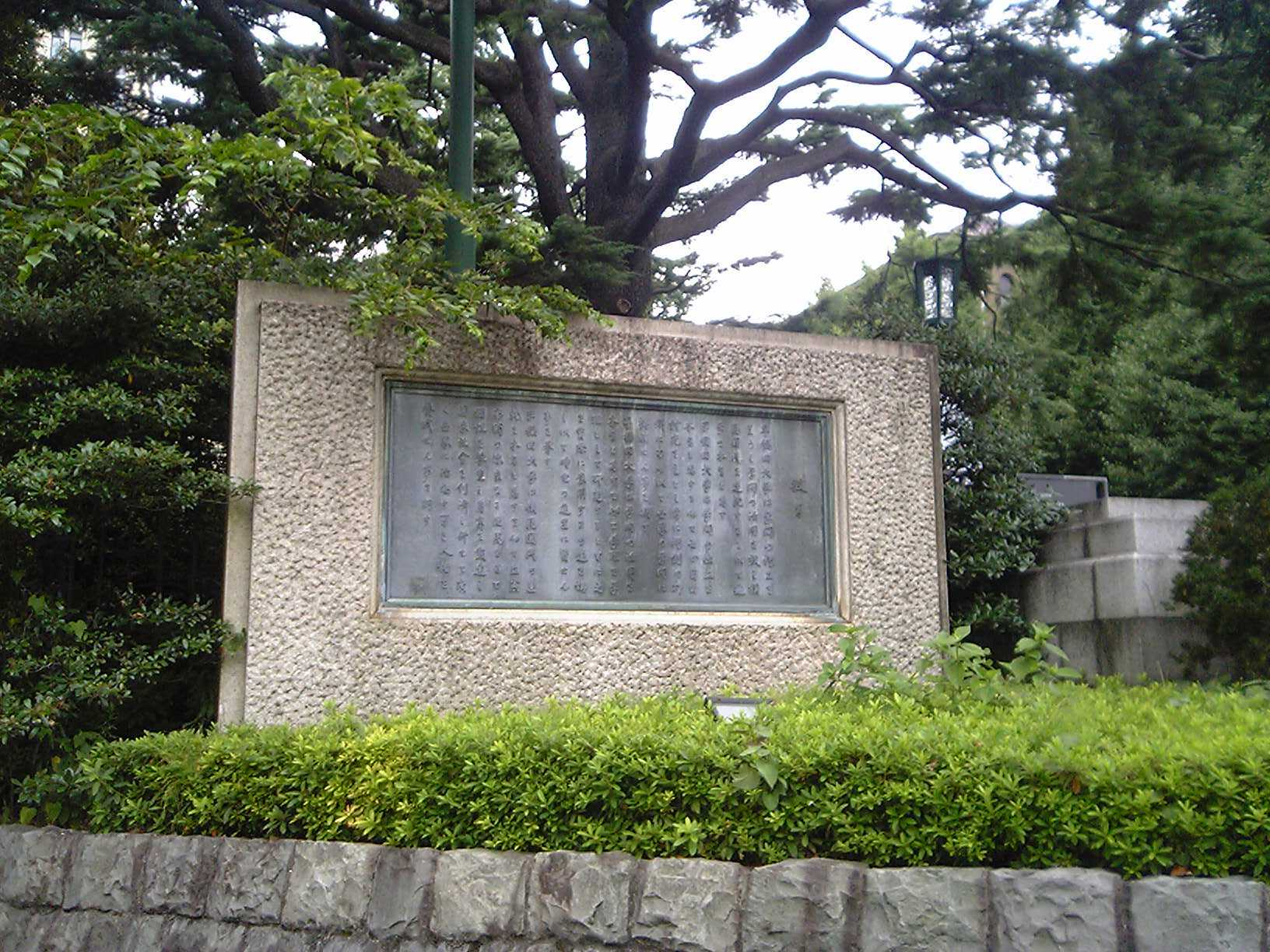
《早稻田大学教旨》之碑

### 校训
1913年（大正2年），當時作爲本校總長的大隈重信，在本校前身的東京専門学校創立30周年紀念典禮上宣佈了《早稻田大学教旨》，其後被視爲是本校的建校精神及校训。
|                            | 「学問之独立」「学問之活用」「模範国民之培養」  |
| ——節錄自《早稲田大学教旨》 |                                                         |

本教旨是由高田早苗、坪内逍遥、天野為之等人起草，由大隈重信校閱並發表。1937年（昭和12年）在早稲田大学的正門前設置了刻有本教旨的碑文，而原本現在則保管在學校内部。

### 校歌
- 作詞為同校文學部畢業的日本詩人相馬御風（日语：相馬御風）、作曲為同校退學的作曲家東儀鉄笛（日语：東儀鉄笛）。於創立25周年（1907年）時制定。
- 此歌的別名為「都之西北」。是由於第一段落的開頭為「在都之西北、早稻田之森...」而來。

## 科系设置
現時大學内共設有10個学術院、其中包括13個學院及25個研究所。
政治經濟學術院
- 政治經濟學部
  - 政治學科
  - 經濟學科
  - 國際政治經濟學科
- 政治學研究科
- 經濟學研究科
- 公共經營大學院

法學學術院
- 法學部
- 法學研究科

文學學術院
- 文化構想學部
  - 文化構想學科
- 文學部
  - 文學科
- 文學研究科

教育·總合科學學術院
- 教育學部
  - 教育學科
  - 國語國文學科
  - 英語英文學科
  - 社會科
  - 理學科
  - 數學科[註 2]
  - 複合文化學科[註 3]
- 教育學研究科

商學學術院
- 商學部
- 商學研究科
  - 商學專攻
  - 企業專攻[註 4]
- 財務金融研究科[註 5]
- 會計研究科[註 6]

理工學術院
- 基幹理工學部
  - 數學科
  - 應用数理學科
  - 情報理工學科
  - 機械科學・航空學科
  - 電子光系統學科
  - 表現工學科
- 創造理工學部
  - 建築學科
  - 總合機械工學科
  - 經營系統工學科
  - 社會環境工學科
  - 環境資源工學科
  - 知財・產業社會政策領域
  - 國際文化領域
- 先進理工學部
  - 物理學科
  - 應用物理學科
  - 化學·生命化學科
  - 應用化學科
  - 生命醫科學科
  - 電氣・情報生命工學科
- 基幹理工學研究科
- 先進理工學研究科
- 創造理工學研究科

社會科學總合學術院
- 社會科學部
- 社會科學研究科

人類科學學術院
- 人類科學部
  - 人類環境科學科
  - 健康福祉科學科
  - 人類情報科學科
  - 通信教育課程
- 人類科學研究科

運動科學學術院
- 運動科學部
  - 運動文化學科
  - 運動醫科學科
- 運動科學研究科

國際教養學術院
- 國際教養學部

其他獨立研究科
- 亞洲太平洋研究科
- 國際資訊通信研究科
- 日本語教育研究科
- 情報生產系統研究科
- 法務研究科（法科大學院）
- 技術經營大學院[註 8]
- 環境能源研究科

別科
- 日本語專修課程

## 校区分布

### 东京都

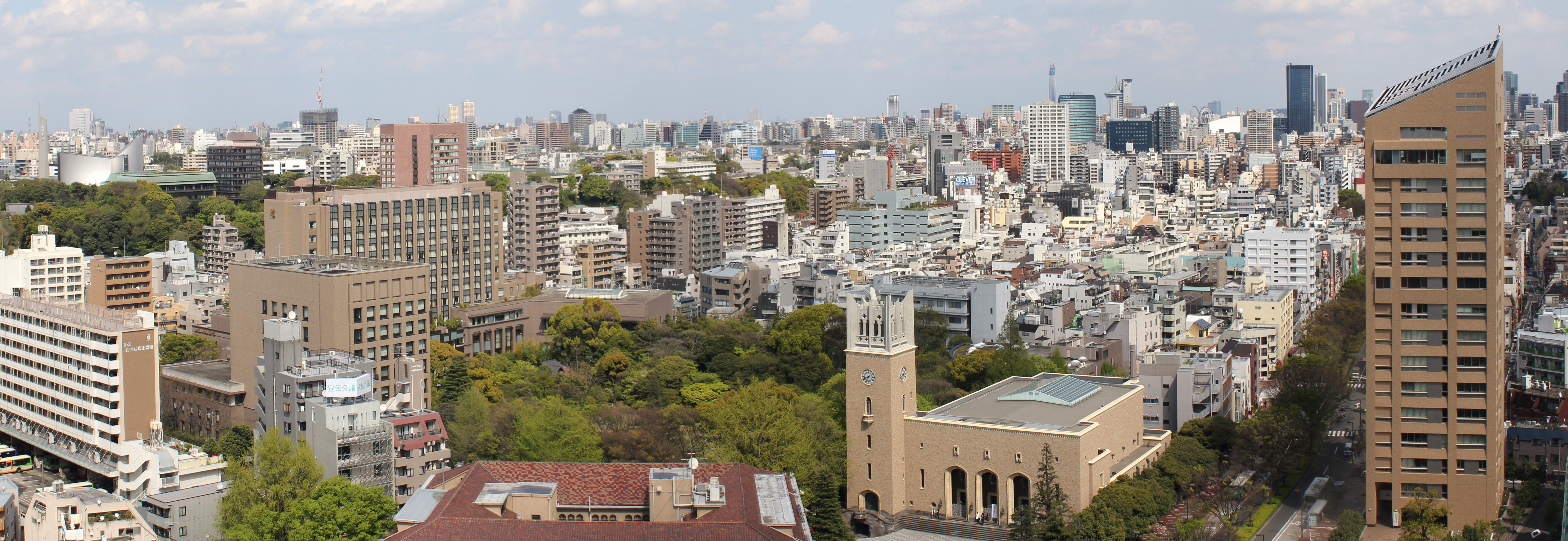
早稻田校區周圍的全景照片

- 早稻田校區周圍的全景照片早稻田校區：位于東京都新宿區，设有政治與經濟、法學、商學、教育、社會科學、國際教養學部與研究科等，以及坪內博士記念演劇博物館和會津八一記念博物館。
- 戶山校區：位于東京都新宿區，设有文學、文化構想學部與研究科等。
- 西早稻田校區：位于東京都新宿區，设有基幹理工、創造理工、先進理工學部與研究科、藝術學校等。
- 喜久井町校區：位于東京都新宿區，设有理工學總合研究中心等。
- 東伏見校區：位于東京都西東京市，设有運動設施、學生宿舍等。
- 日本橋校區：位于東京都中央區，设有專門職大學院金融研究科等。

### 埼玉縣
- 所澤校區：位于埼玉縣所澤市，设有人類科學、運動科學部與研究科等。
- 本庄校區：位于埼玉縣本庄市，设有大學院國際情報通信研究科、集宿設施等。

### 福岡縣
- 北九州校區：位于福岡縣北九州市，设有大學院情報生產系統研究科等。

## 圖書館藏

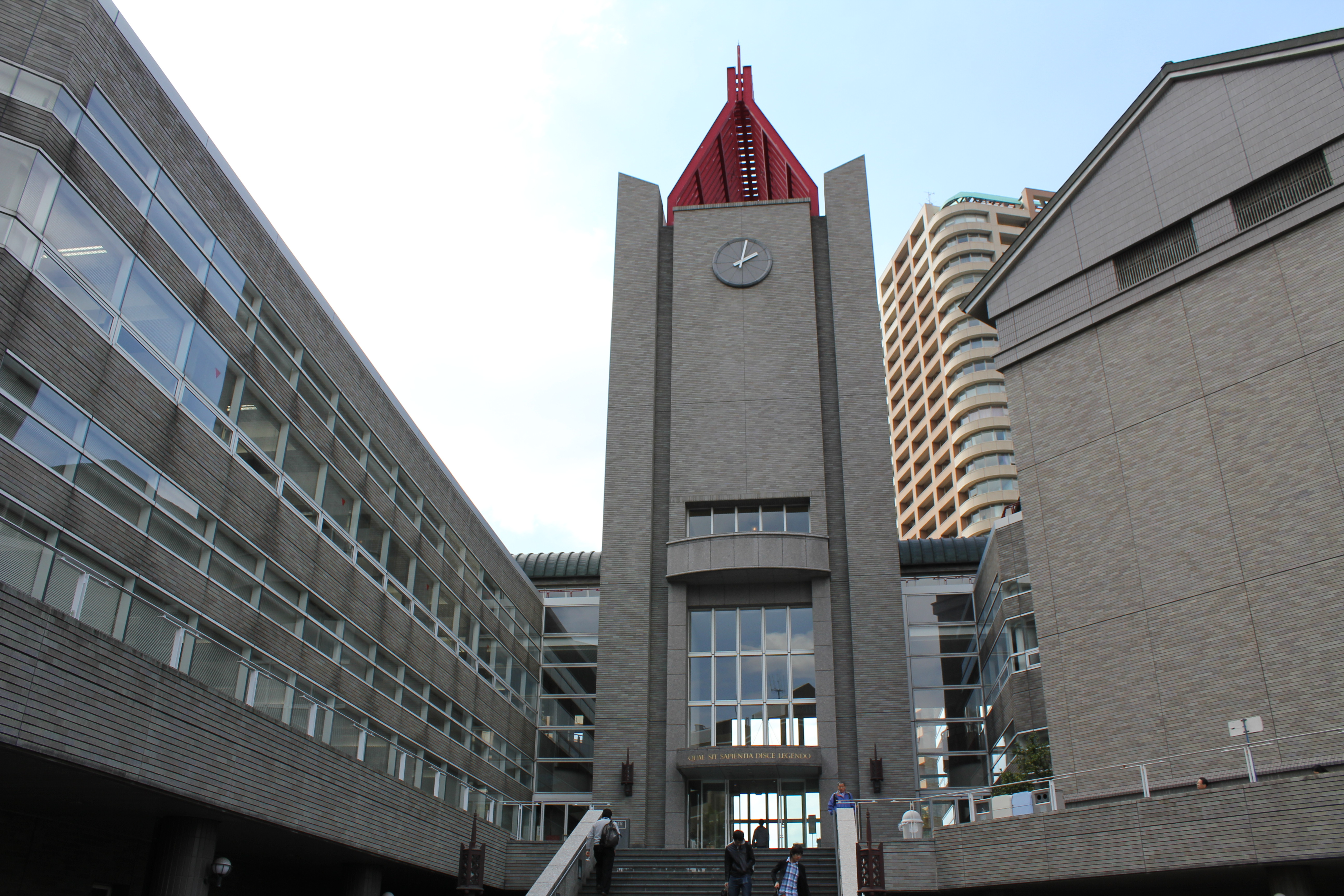
早稻田大學中央圖書館

早稻田大學圖書館系統從1882年創立至今共有藏書約536萬冊與4萬6千本定期刊物，為日本大學圖書館中藏書量第三高。早稻田大學圖書館有別於日本其他圖書館，在太平洋戰爭中未遭遇空襲，也因此早稻田圖書館保存像是《塵劫記》等許多他處無法尋得的珍貴文獻史料。
- 校園圖書館：中央圖書館（附設國際會議場）、高田早苗紀念研究圖書館、戶山圖書館、理工學圖書館、所澤圖書館
- 學生讀書室（小型圖書館）：政治經濟学部学生讀書室、法学部学生讀書室、教育学部学生讀書室、頂新国際記念学生讀書室（商学部・国際教養学部学生讀書室）、社会科学部学生讀書室、理工學生讀書室
- 教職員圖書室（小型圖書館）：政治經濟学部教員圖書室、法律文獻情報中心、教育学部教員圖書室、商学研究圖書室、社会科学部教員圖書室
- 其他圖書室：坪内博士記念演劇博物館圖書室、現代政治經濟研究所圖書室（歐洲聯盟情報中心）、教育学數學資料室、教育学部教育心理資料室、教育学部地球科学専修資料室、日本語教育研究中心学生讀書室、大学院法学研究科学生讀書室、大学院教育学研究科学生讀書室、亞洲太平洋圖書室、各務記念材料技術研究所圖書室、大学史資料中心、大学史資料圖書閱覽室（原大学問題研究資料室）

## 學術声誉
早稻田大學作為日本首屈一指的私立大學，是亞洲地區最具知名度的大學之一。根据2025QS世界大學排行榜显示，早稻田大學位列全球第181名；而在2025QS亞洲大学排行榜中本學則位列亞洲第51名，在日本國内排行第10。同时，根据同公司发表的大学毕业生就业排名显示，早稻田大學位列全球第37名，在亚洲区排行第9，在日本排行第2。

## 国际交流
早稻田大學重視國際合作與交流事業，除校內有6個學部與11個研究科設立英語課程學位外，從2009年起一直為日本國內留學生人數最多的大學。
早稻田大學海外姊妹校分為「學校簽訂姊妹校」與「系所簽訂姊妹校」兩種。截止2019年，學校簽訂姊妹校共530所，系所簽訂姊妹校共603所，總共包含88個國家與地區，定期互相派遣交換留學生及教職員和學術研究發展合作。
早稻田大學與中國有著很深的淵源，該校最早從1896年開始招攬中國留學生，並在1900年率先開設中文課，後來更於1905年特別設立「清國留學生部」。晚清時期，不少中國青年不忿國家積弱，而早大自由民權風氣濃郁，善於政治學、經濟學、教育學和法學等學科，故尤其受到對救國知識求知若渴的留學生所矚目，校友包括不少後來參與推翻清政府的革命派人士。
近年早稻田大學致力與國際交流，吸引了大量亞洲地區的留學生前往留學。设有中日韓CAMPUS Asia早稻田-北大-高麗項目，包括：
- 雙學位計畫：依據與北京大學或高麗大學的協議，學生需遵循指定課程計畫，原則上分別需要在兩所大學留學一年或一年半，並在早稻田大學及留學地點修習CAMPUS Asia指定科目，累計取得12學分以上。
- 副專攻計畫：學生需至北京大學和高麗大學留學至少一學期，並在早稻田大學及留學地點修習CAMPUS Asia指定科目，累計取得12學分以上。
- 密集課程計畫：學生需至北京大學或高麗大學留學至少一學期，並在早稻田大學及留學地點修習CAMPUS Asia指定科目，累計取得12學分以上。

韓國SKY之一的高麗大學的創辦人仁村金性洙理事長以及創校初期的許多職員和教授都是早稻田大學畢業生，因此從1940年代開始兩校之間存在深厚的聯繫。早稻田大學與韓國高麗大學之間的合作歷史1973年正式開始，涵蓋了學術交流、聯合學位項目以及體育賽事等多個領域。雙方學校在學士、碩士和博士階段均有合作項目。
早稻田大學與北京大學的合作也非常密切。自1982年簽訂學術交流協定以來，兩校在多個學術領域建立了強有力的合作關係。包括學士、碩士和博士的聯合學位項目，以及校長等師生員工的互訪，都是中日韓早稻田-北大-高麗三方合作的重要部分。

## 知名校友
早稻田大学校友會被稱爲稻門会，在全球各地共有逾1300個分會，也是日本國内最大規模的校友團體之一。稻門会与慶應義塾大學的三田会同为日本国内最具影响力的校友会。
早稻田大學歷年來為日本培養了大量政商界人才，同時亦有不少畢業生在出版、新聞、文学等業界活躍。福田康夫、野田佳彦及岸田文雄等在內共八名日本首相皆為早稻田大學的畢業生，在戰后為日本第二多內閣總理大臣畢業的大學，僅次于東京大學。
早大校友也包括多家世界知名企业领导，包括索尼集團的創辦人井深大、三星集團的創辦人李秉喆和先代会长李健熙、乐天集团创始人辛格浩、卡西歐的創辦人樫尾忠雄、UNIQLO社長柳井正、任天堂前社长山内溥及本田前社长福井威夫等。
其他领域的著名校友还包括作家村上春樹、知名演员堺雅人、音樂作曲家小室哲哉、花样滑冰奧運金牌兩連霸的男子花滑選手羽生結弦、女子兵乓球選手福原愛、韓國東亞日報創立者之一，也是高丽大学和韩国民主党的建立者金性洙、散文作家柴思原等。
早稻田大學至今培養出眾多著名華人校友，中華民國大陸時期的政治家宋教仁、張善與、廖仲愷以及中國共產黨的主要創建人陳獨秀、李大釗、周恩来等人皆有早稻田大學留学经历。中華人民共和國的前領導人江澤民、胡錦濤訪日時皆選擇早稻田大學作為唯一大學演講地點。

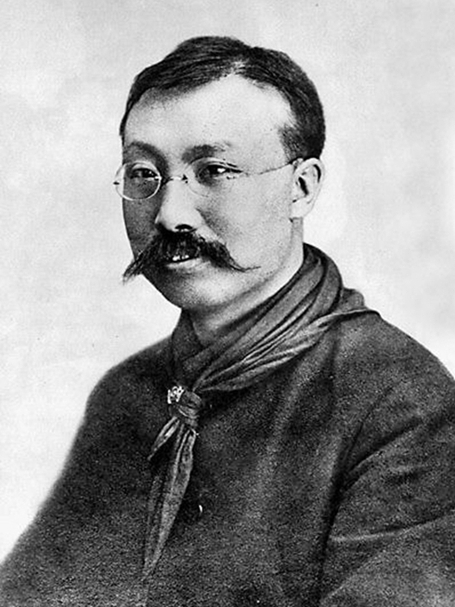
李大钊
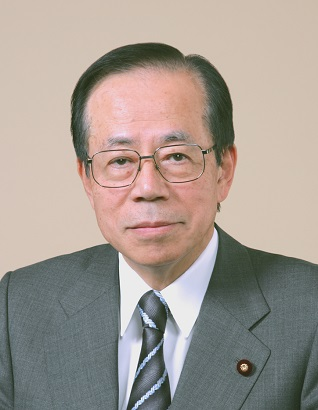
福田康夫
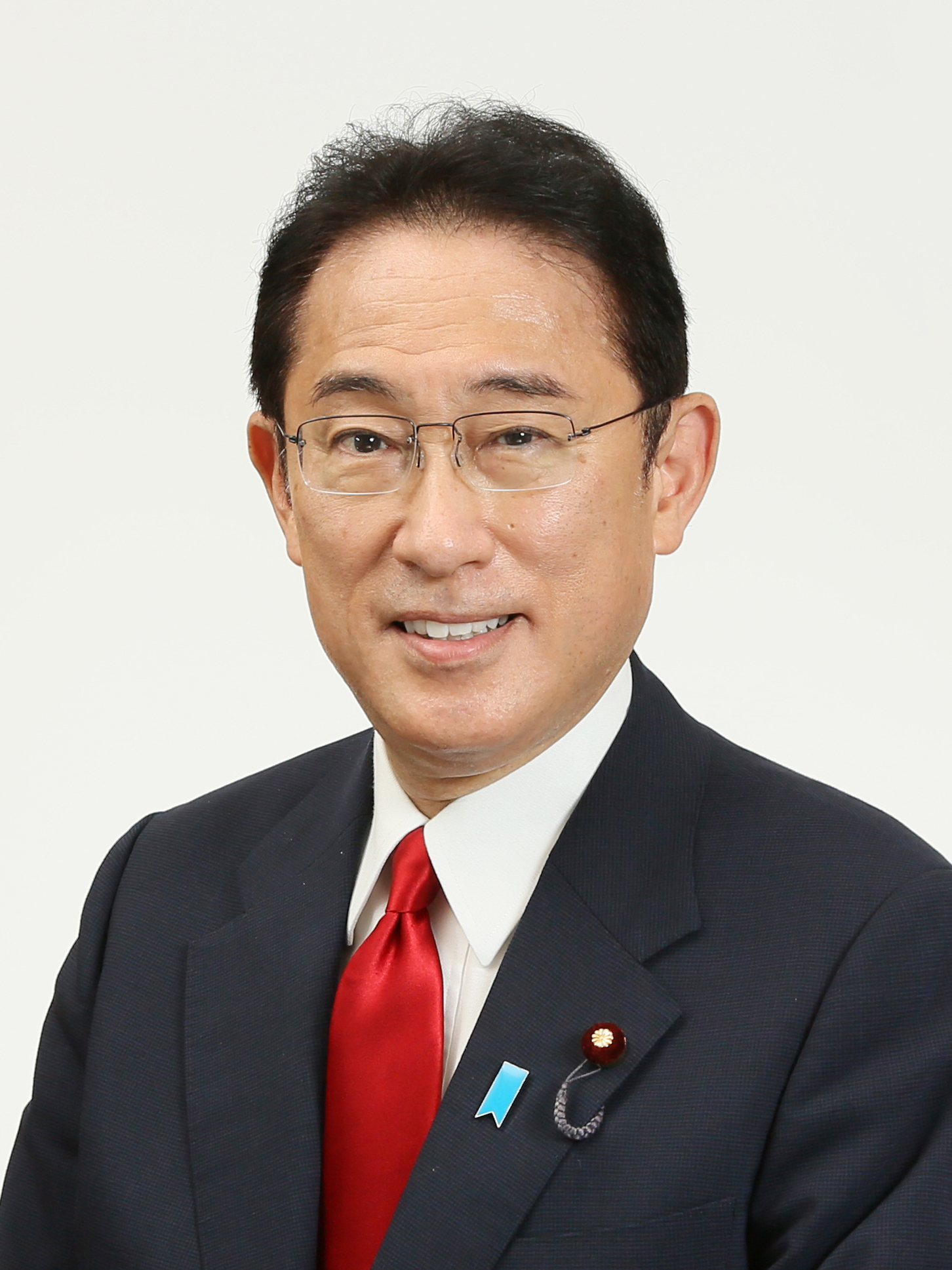
岸田文雄
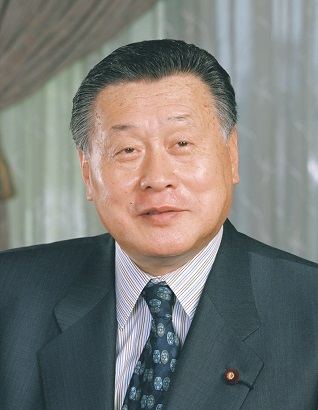
森喜朗
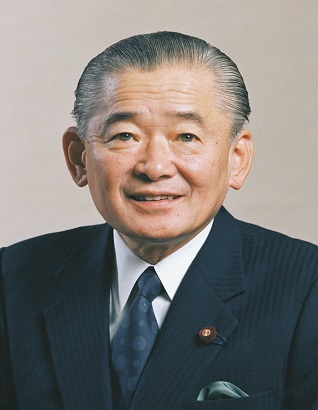
竹下登
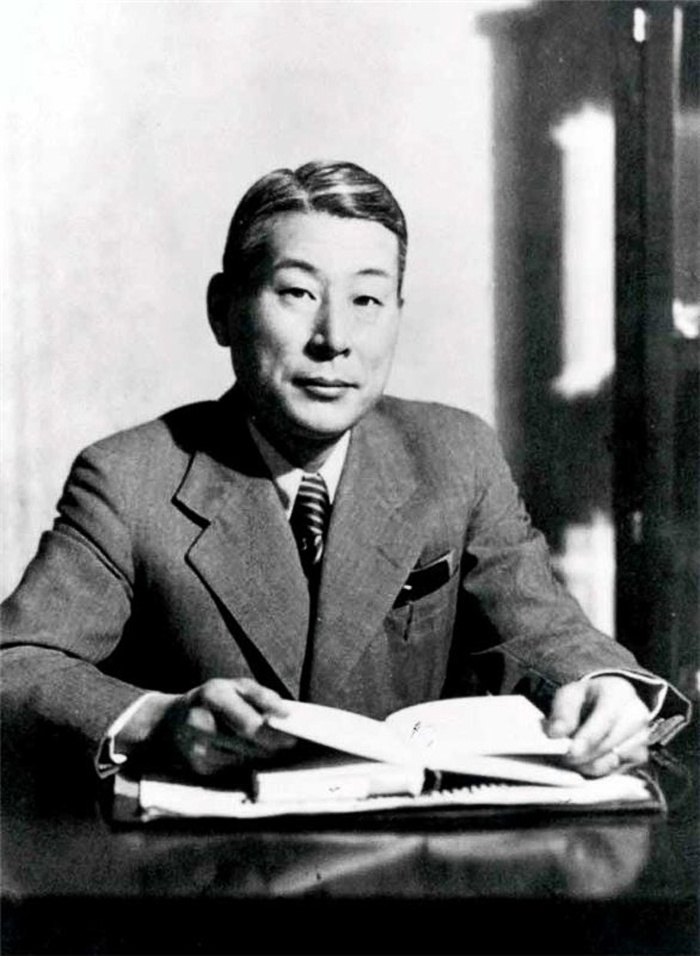
杉原千畝
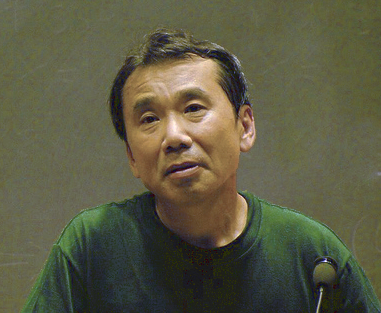
村上春树
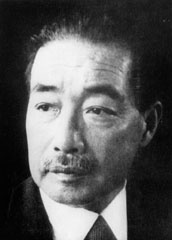
北原白秋
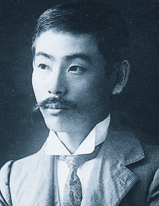
国木田独步
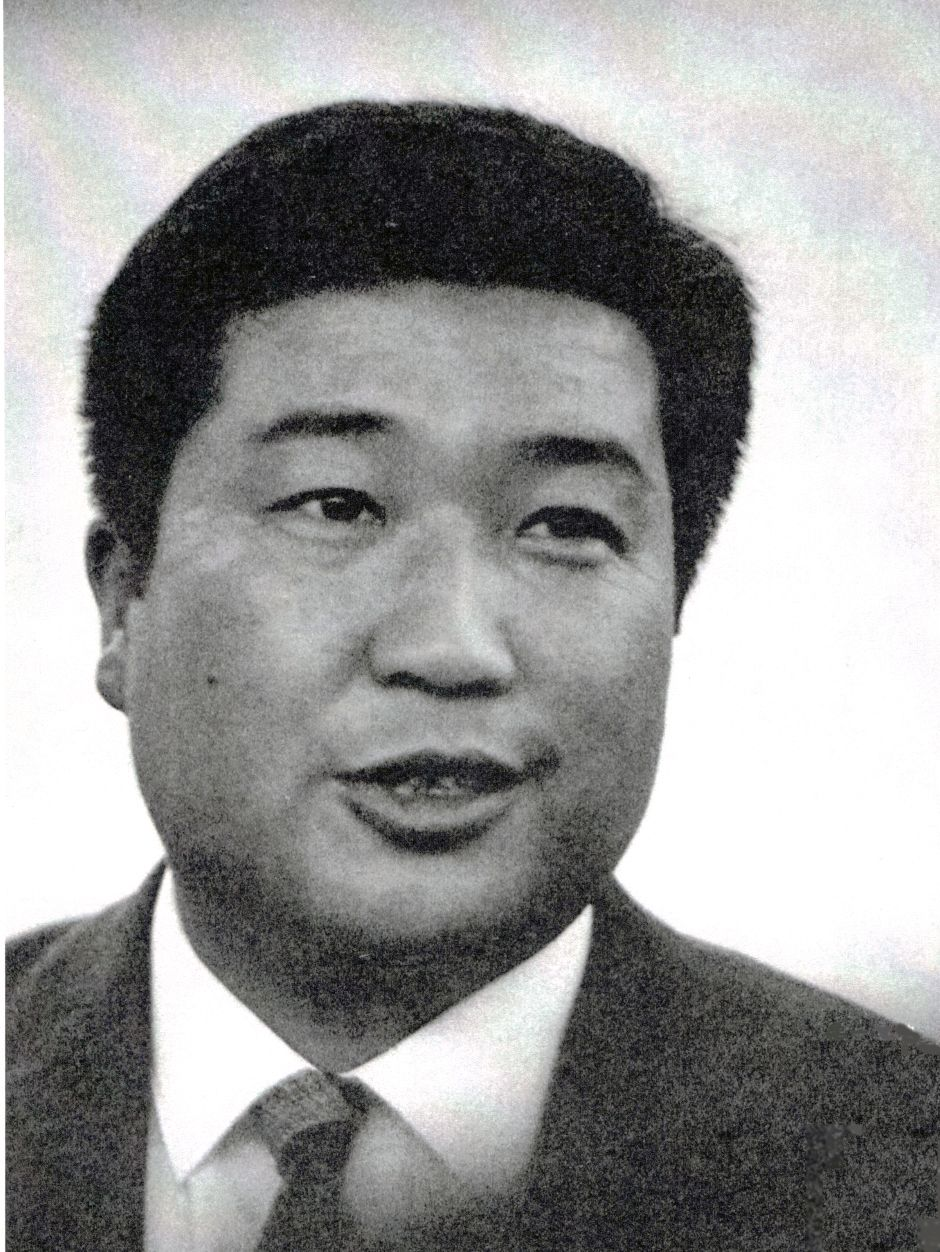
今村昌平
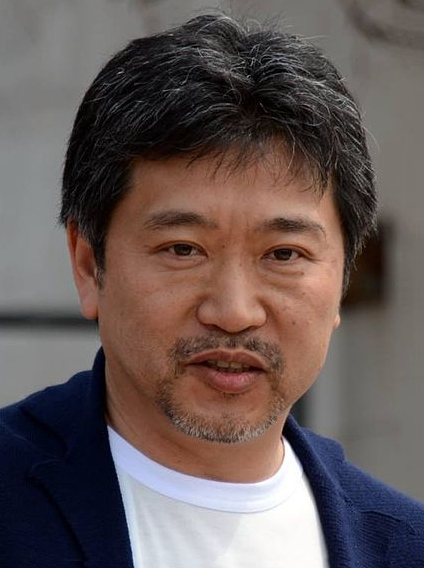
是枝裕和
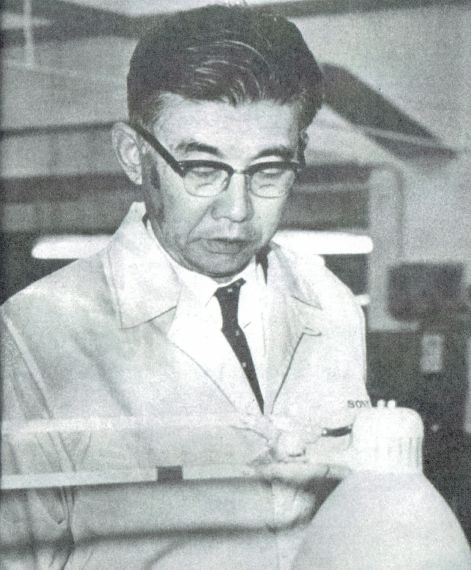
井深大
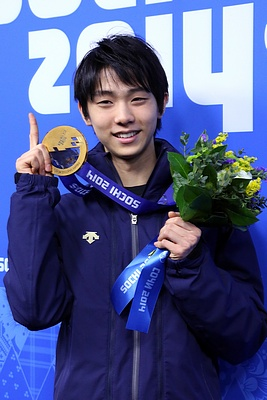
羽生结弦
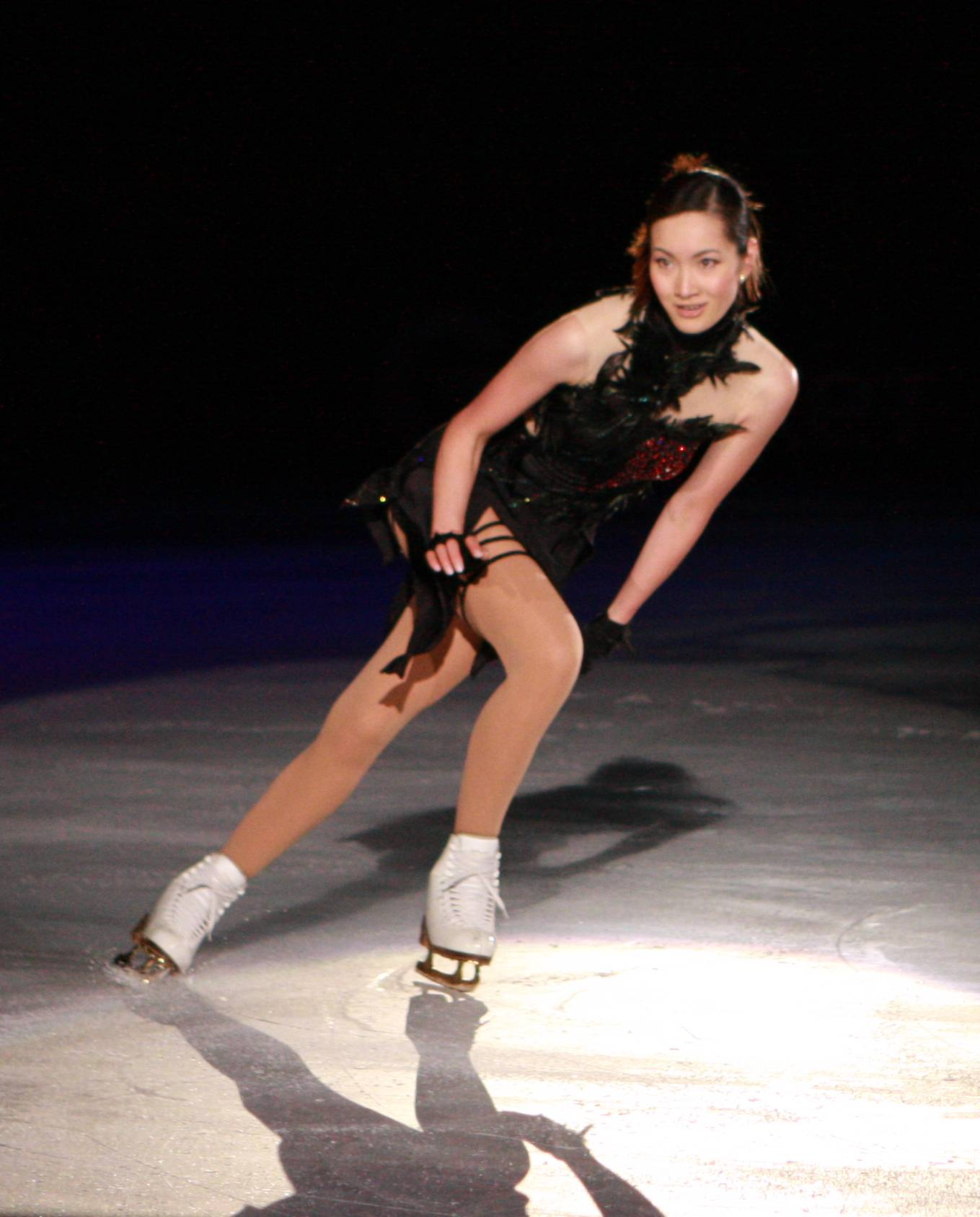
荒川静香

## 附屬學校
- 早稻田大學藝術學校
- 早稻田大學川口藝術學校
- 早稻田大學高等學院
- 早稻田大學本庄高等學院
- 早稻田大學高等學院中學部
- 學校法人早稻田實業學校（初等部·中等部·高等部）
- 學校法人早稻田高等學校（中學部·高中部）
- 學校法人澀谷教育學園（早稻田澀谷新加坡分校）
- 學校法人早稻田大阪學園
- 學校法人大隈記念早稻田佐賀學園

## 歷任領導人物
- 創校初期，實際上的大學營運是由小野梓、高田早苗、天野為之、市島謙吉（日语：市島謙吉）、坪內逍遙等人負責。

### 校長（名譽職）
- 大隈英麿（日语：大隈英麿）,，1882–1886
- 前島密，1886–1890
- 鳩山和夫，1890–1907

### 學長（1907年至1923年）
- 高田早苗（日语：高田早苗）, 1907–1915
- 天野為之（日语：天野為之）, 1915–1917
- 平沼淑郎（日语：平沼淑郎）, 1918–1921
- 塩澤昌貞（日语：塩澤昌貞）, 1921–1923

### 總長（1907年至今）
| 代     | 姓名         | 任期            | 簡歷                     |
| ------ | ------------ | --------------- | ------------------------ |
| 初代   | 大隈重信     | 1907年 - 1922年 | 內閣總理大臣、學校創立者 |
| 第2代  | 塩澤昌貞     | 1923年          | 經濟學者                 |
| 第3代  | 高田早苗     | 1923年 - 1931年 | 衆議院議員、政治學者     |
| 第4代  | 田中穂積     | 1931年 - 1944年 | 財政學者                 |
| 第5代  | 中野登美雄   | 1944年 - 1946年 | 法律學者                 |
| 第6代  | 島田孝一     | 1946年 - 1954年 | 經濟學者                 |
| 第7代  | 大濱信泉     | 1954年 - 1966年 | 法律学者、教育學者       |
| 第8代  | 阿部賢一     | 1966年 - 1968年 | 經濟學者                 |
| 第9代  | 時子山常三郎 | 1968年 - 1970年 | 財政學者                 |
| 第10代 | 村井資長     | 1970年 - 1978年 | 工科學者                 |
| 第11代 | 清水司       | 1978年 - 1982年 | 工科學者                 |
| 第12代 | 西原春夫     | 1982年 - 1990年 | 法律學者                 |
| 第13代 | 小山宙丸     | 1990年 - 1994年 | 文學者                   |
| 第14代 | 奥島孝康     | 1994年 - 2002年 | 法律學者                 |
| 第15代 | 白井克彦     | 2002年 - 2010年 | 工科學者                 |
| 第16代 | 鎌田薫       | 2010年 - 2018年 | 法律學者                 |
| 第17代 | 田中愛治     | 2018年 -        | 政治學者                 |

## 图册

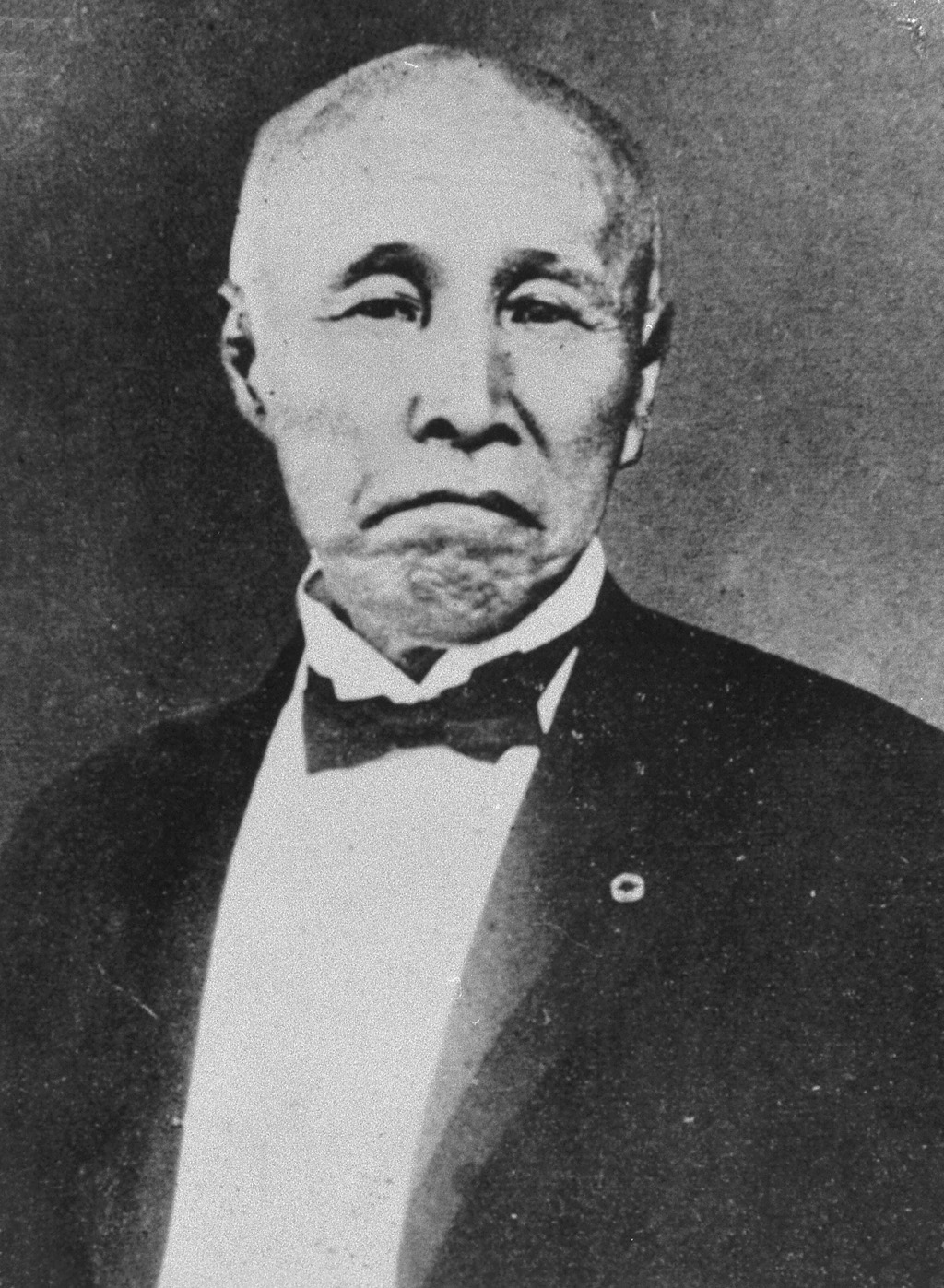
第一任總長大隈重信
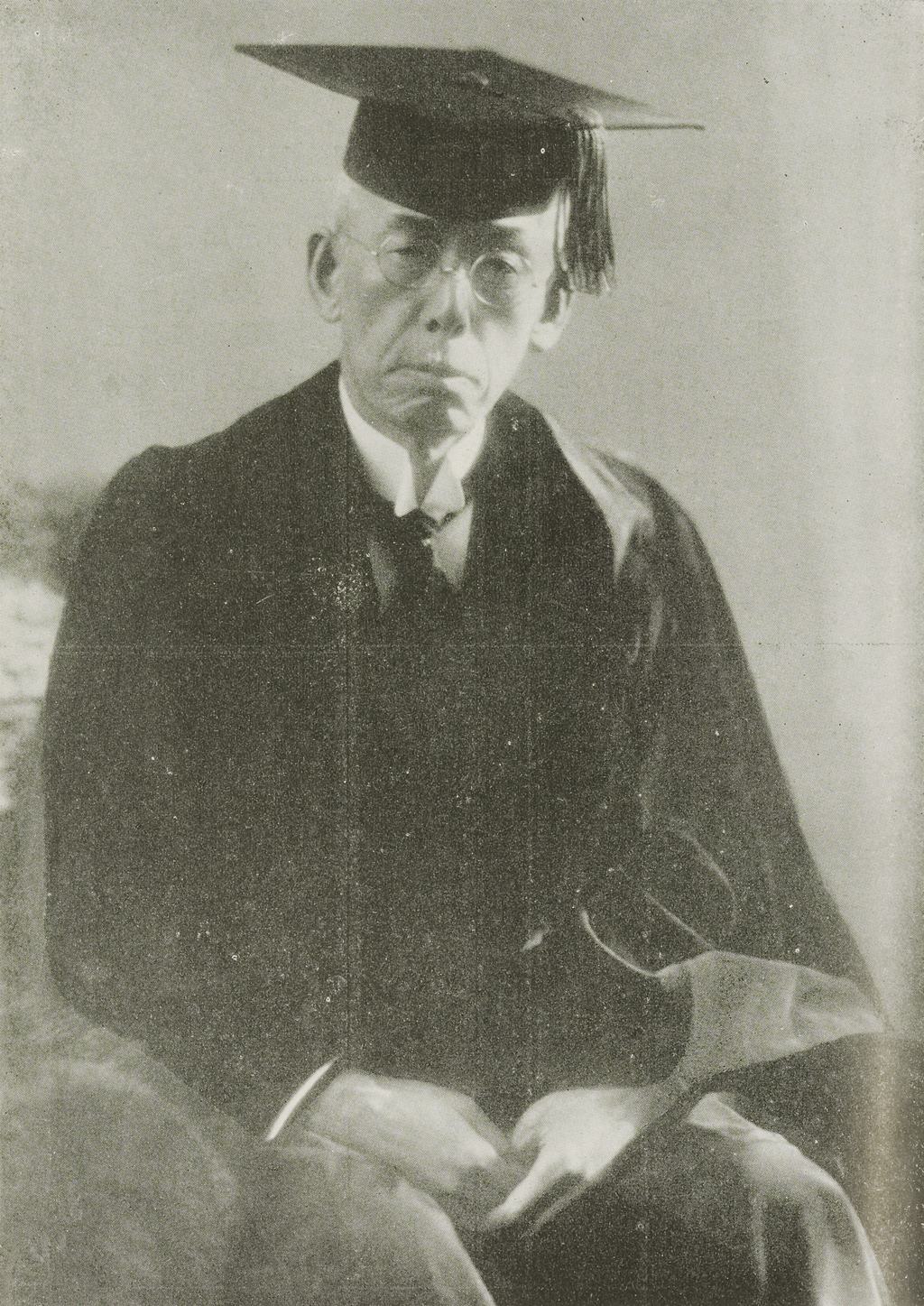
第一任學長高田早苗
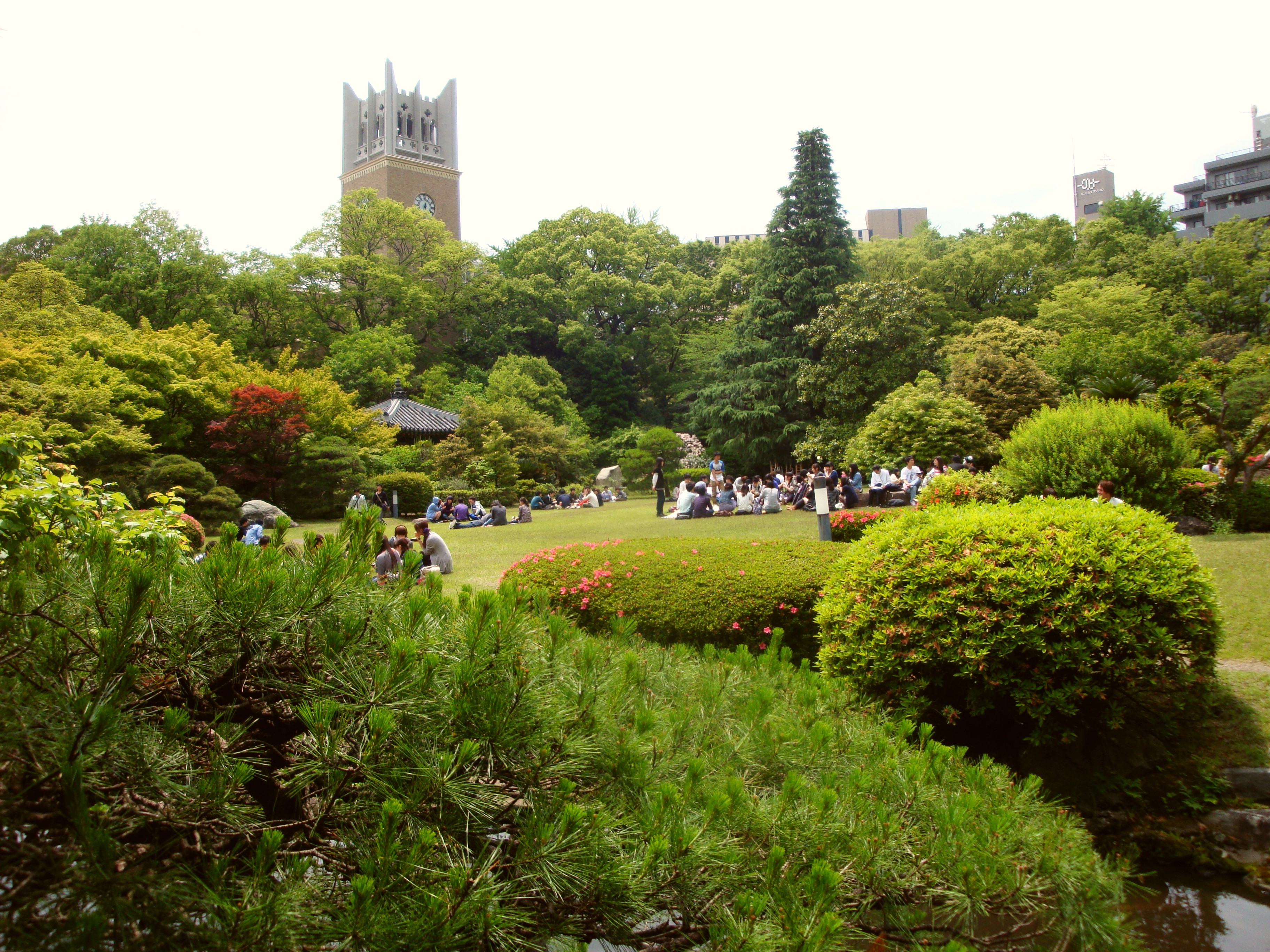
杉原千畝碑
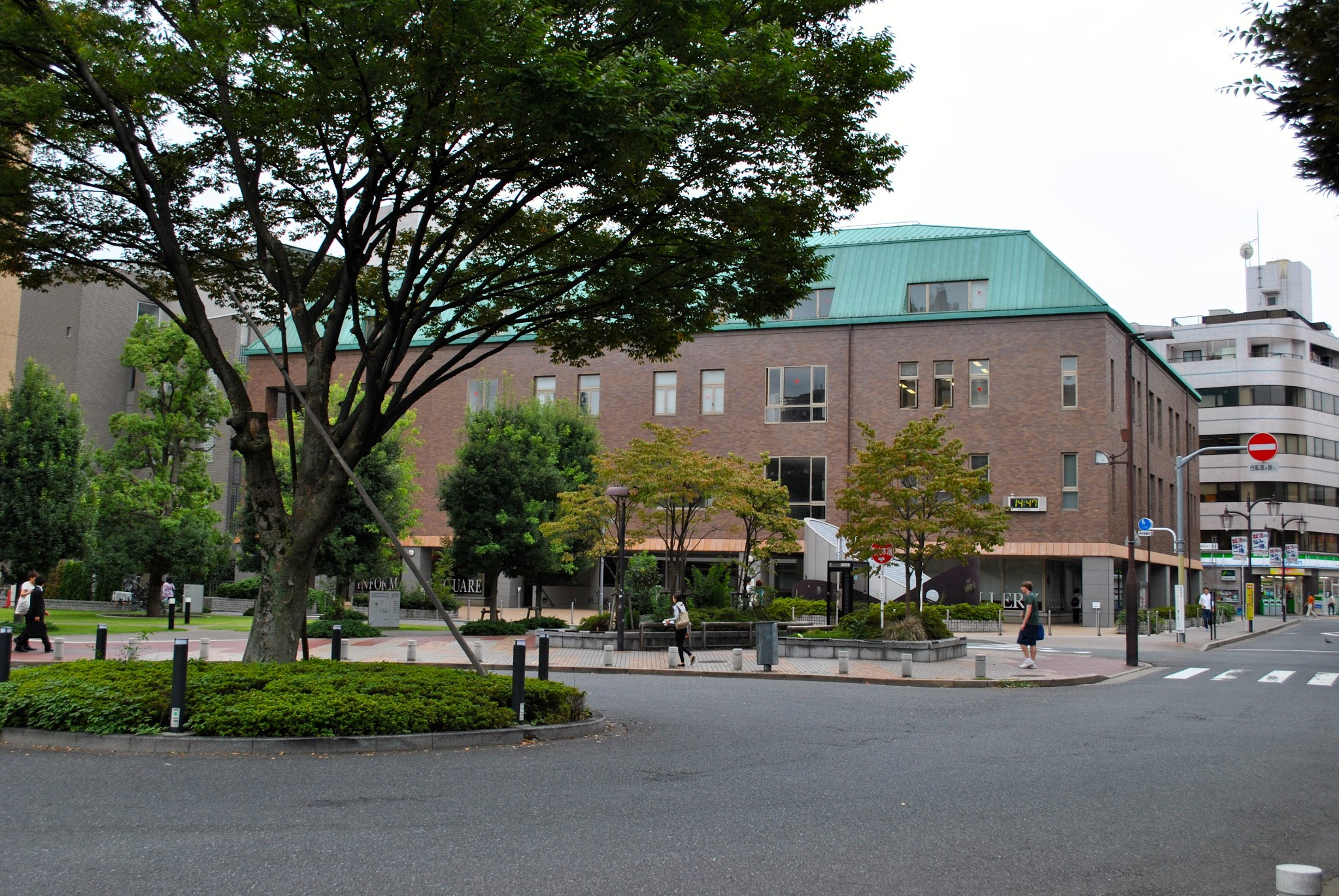
小野梓記念館
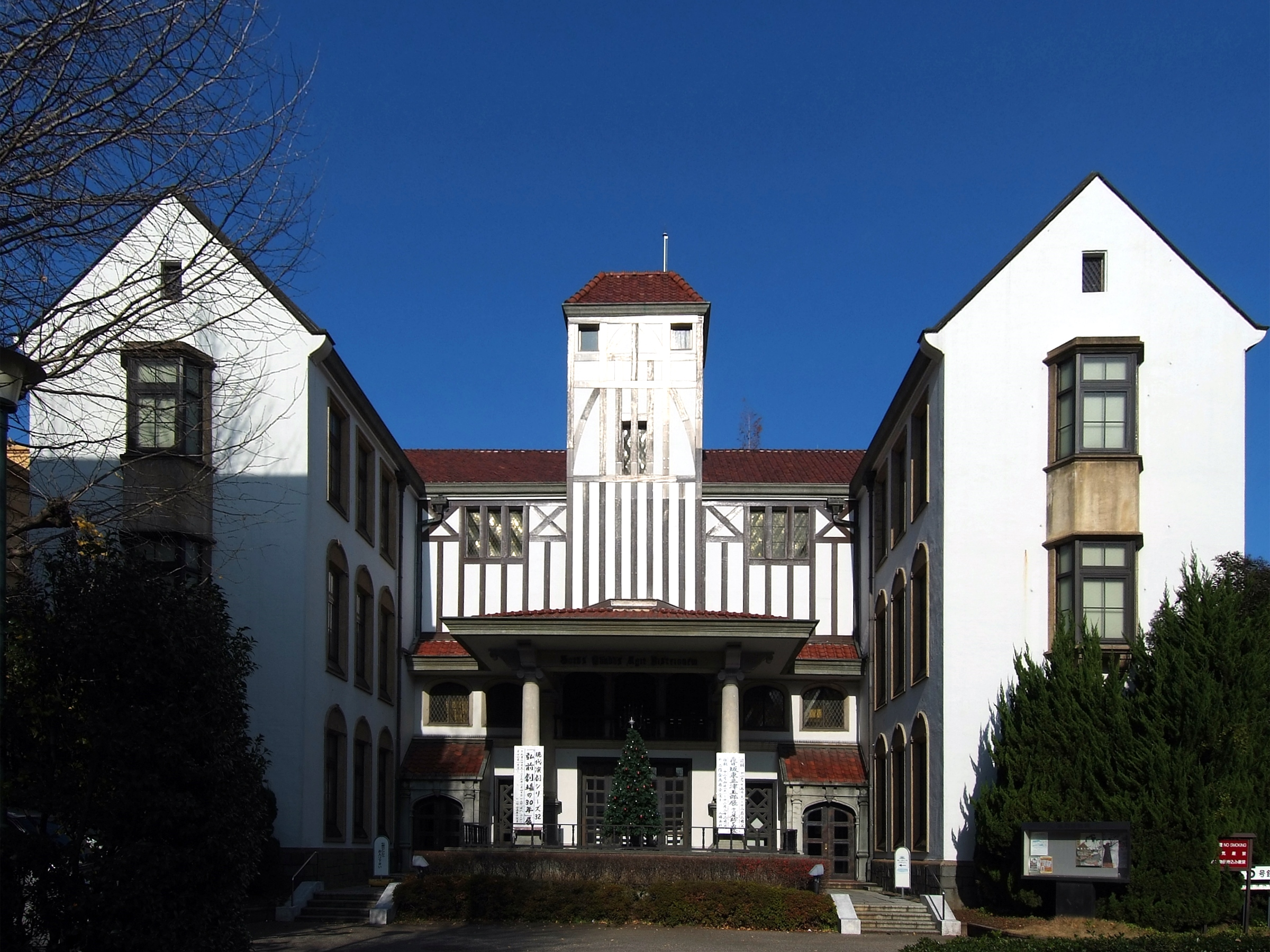
戲劇博物館
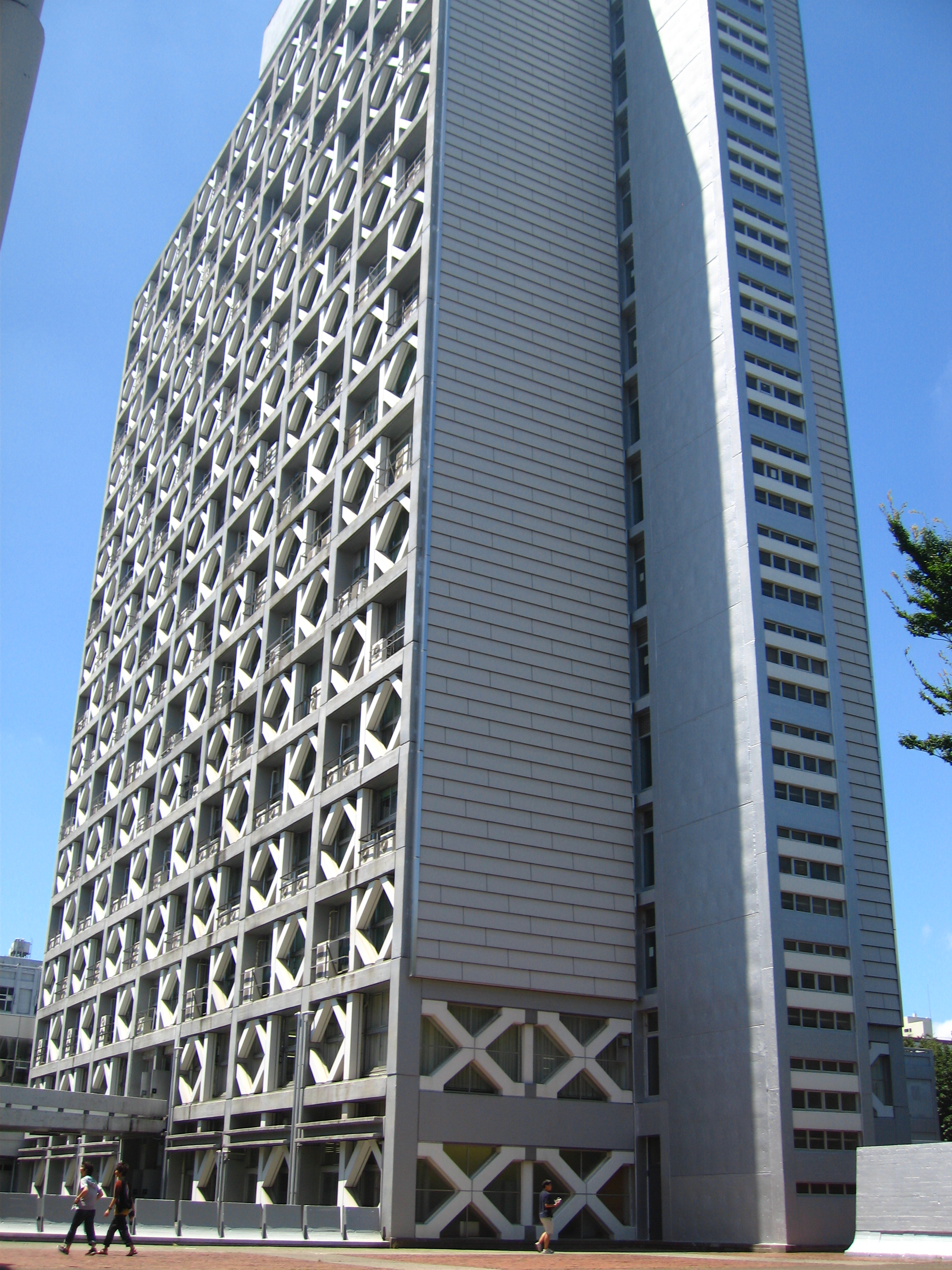
西早稻田校園51號館
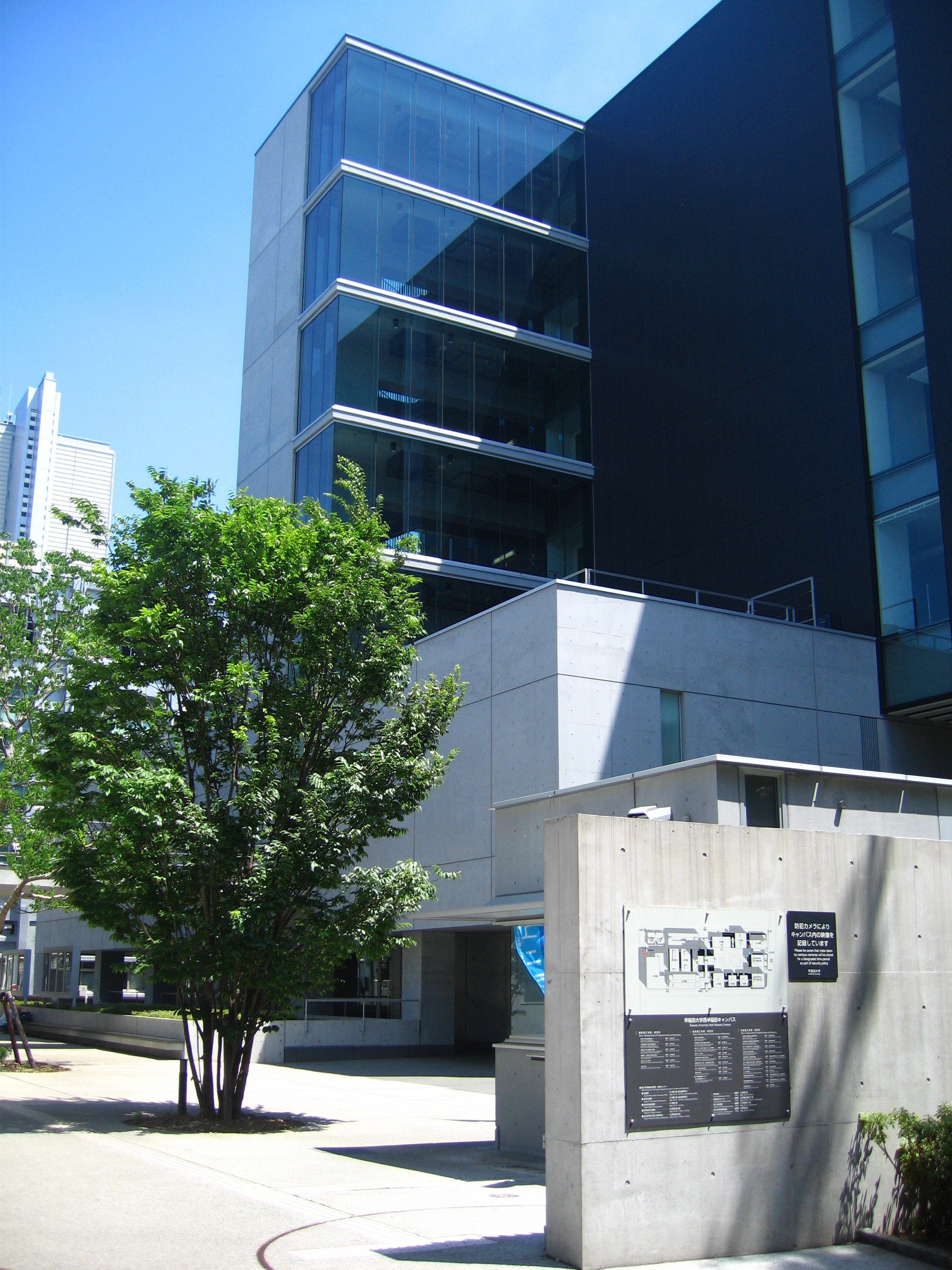
西早稻田校園63號館
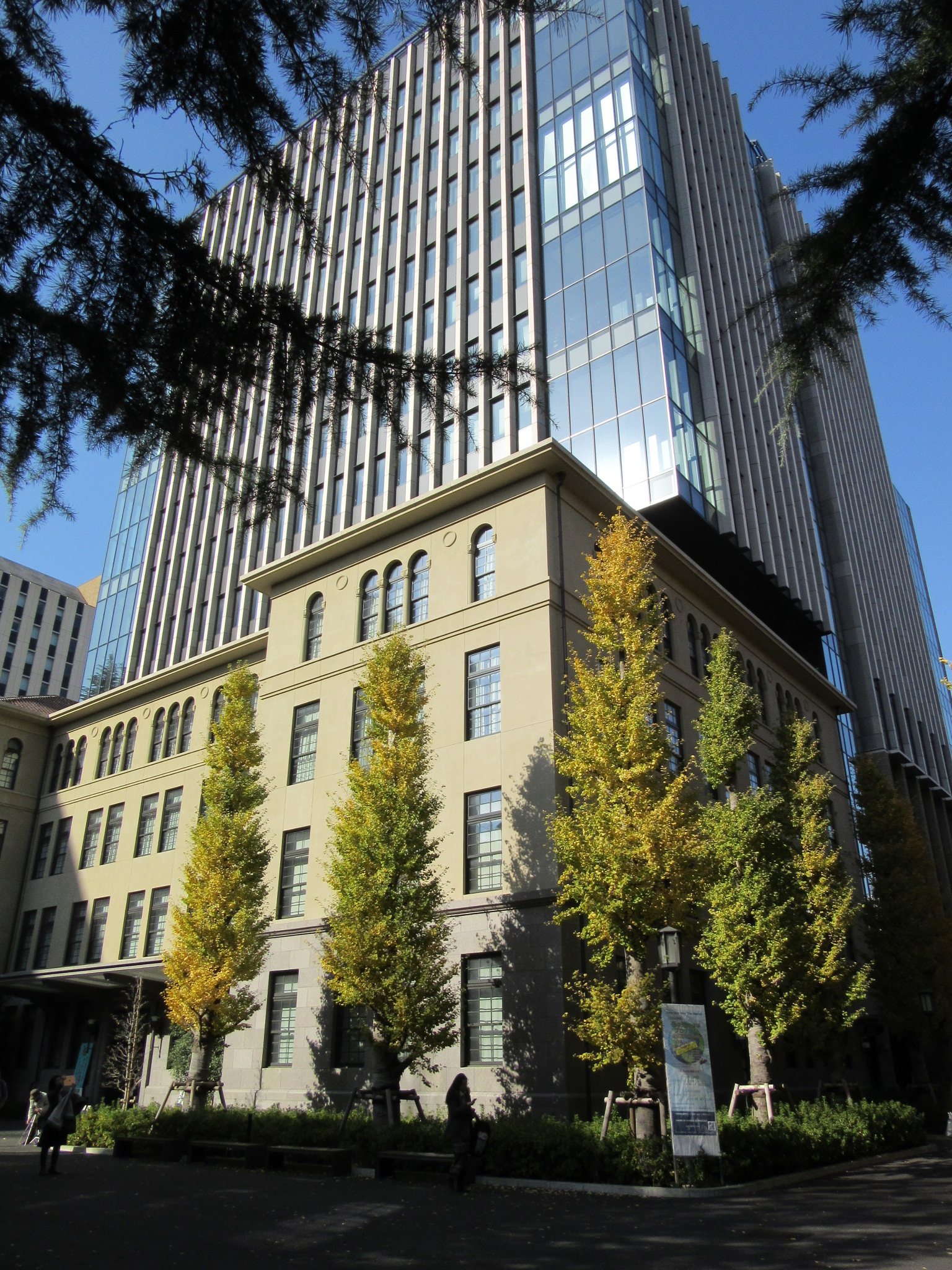
政治經濟學部3號新樓
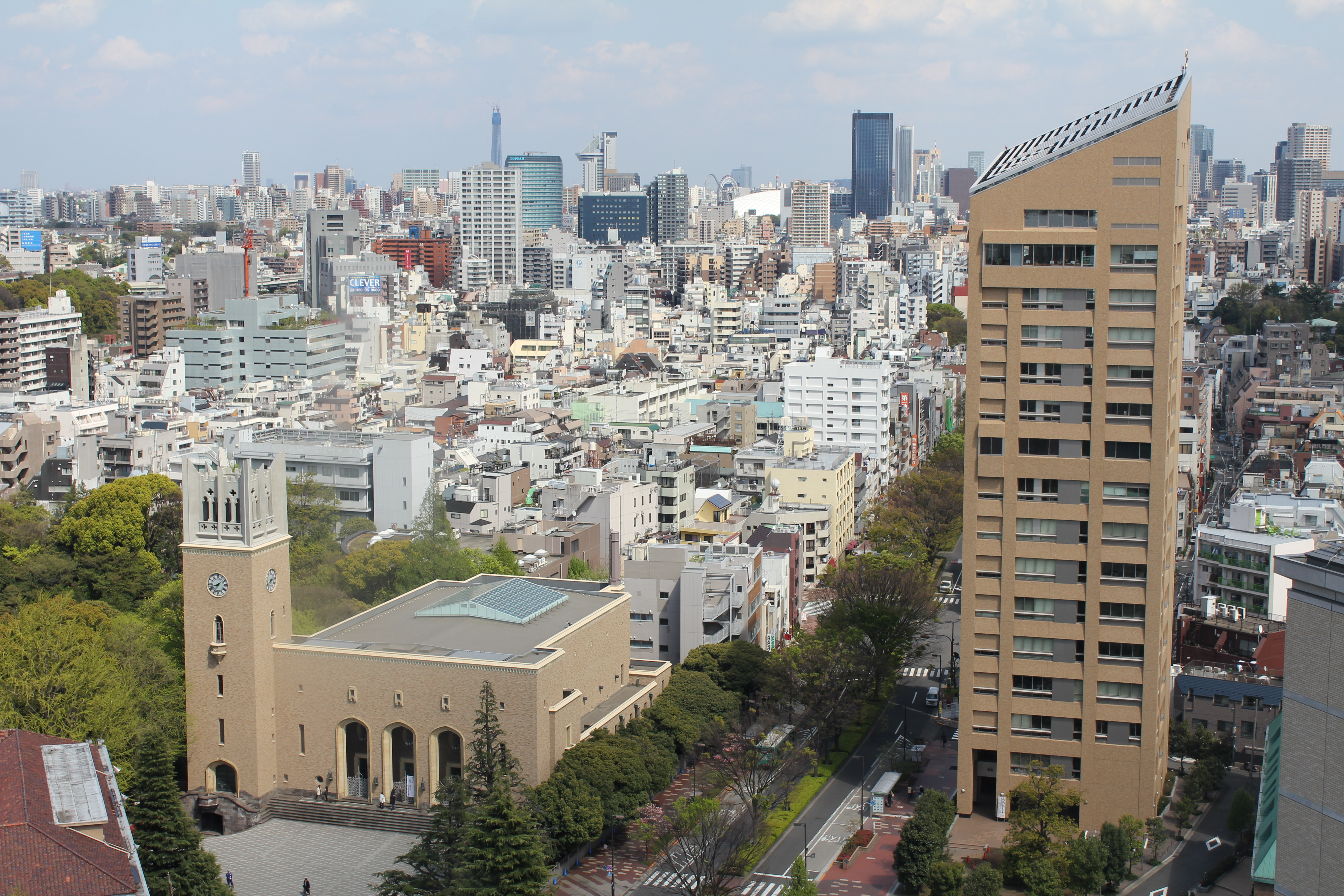
大隈講堂同大隈塔
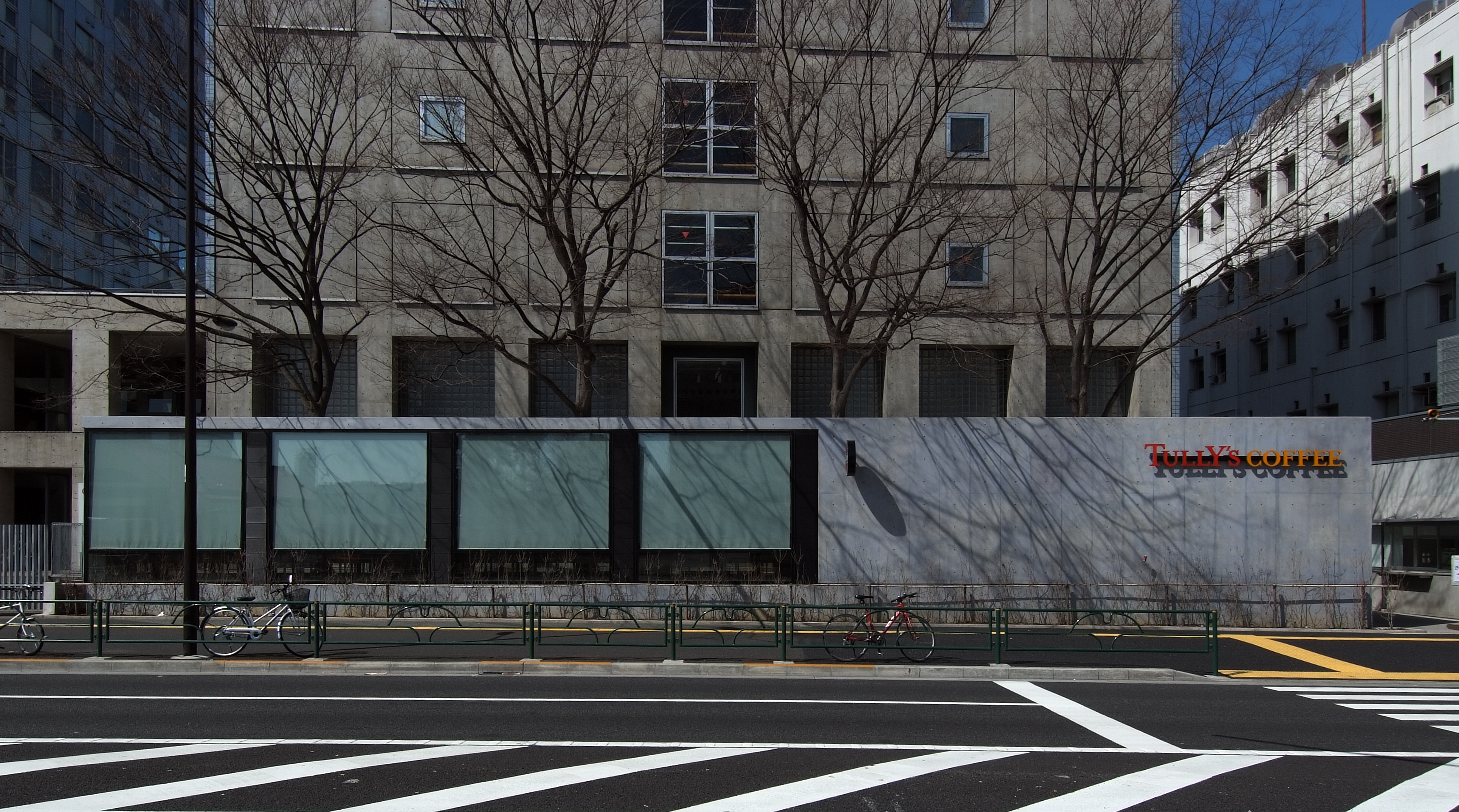
戸山校園
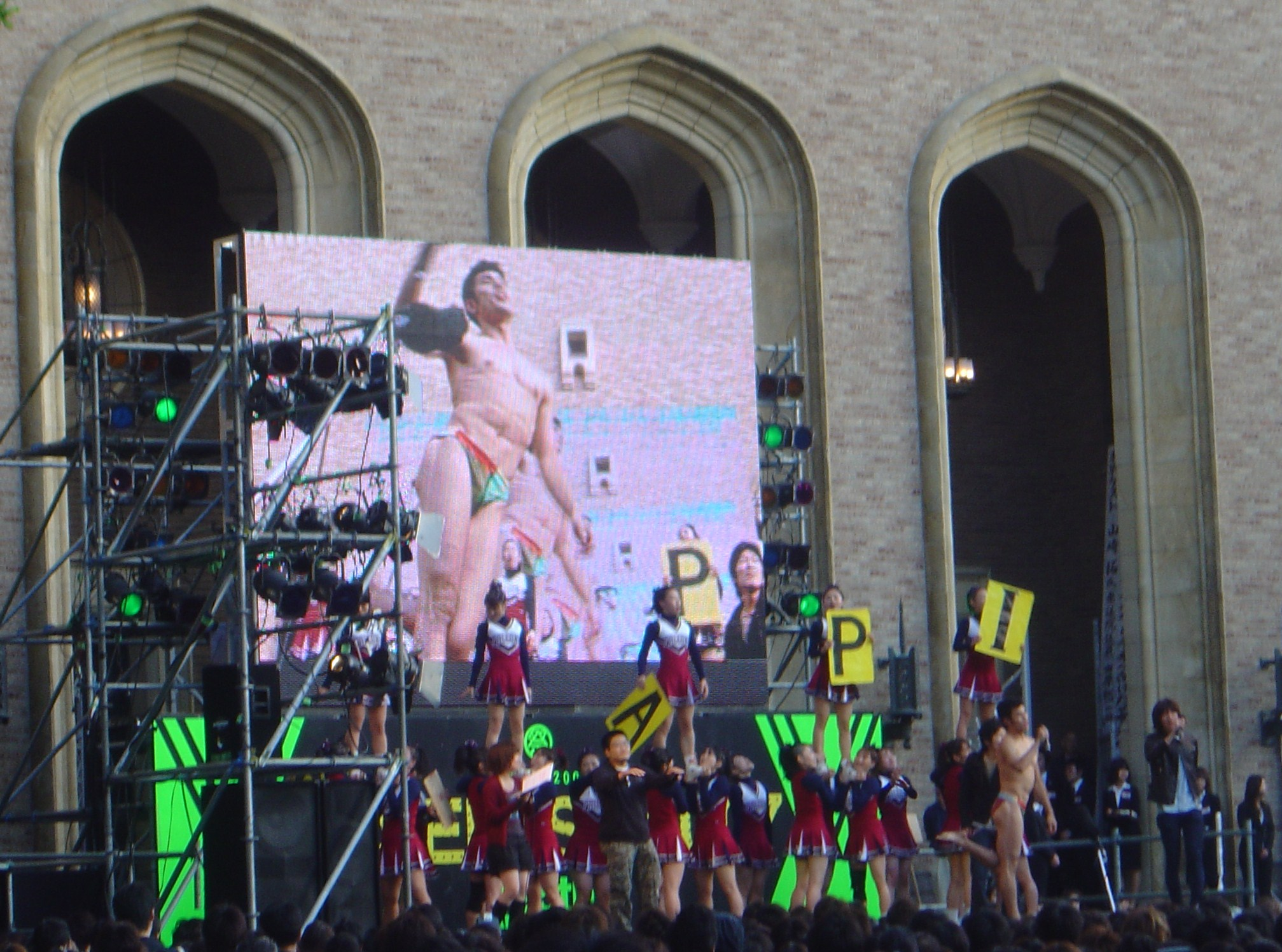
早稻田大學節慶
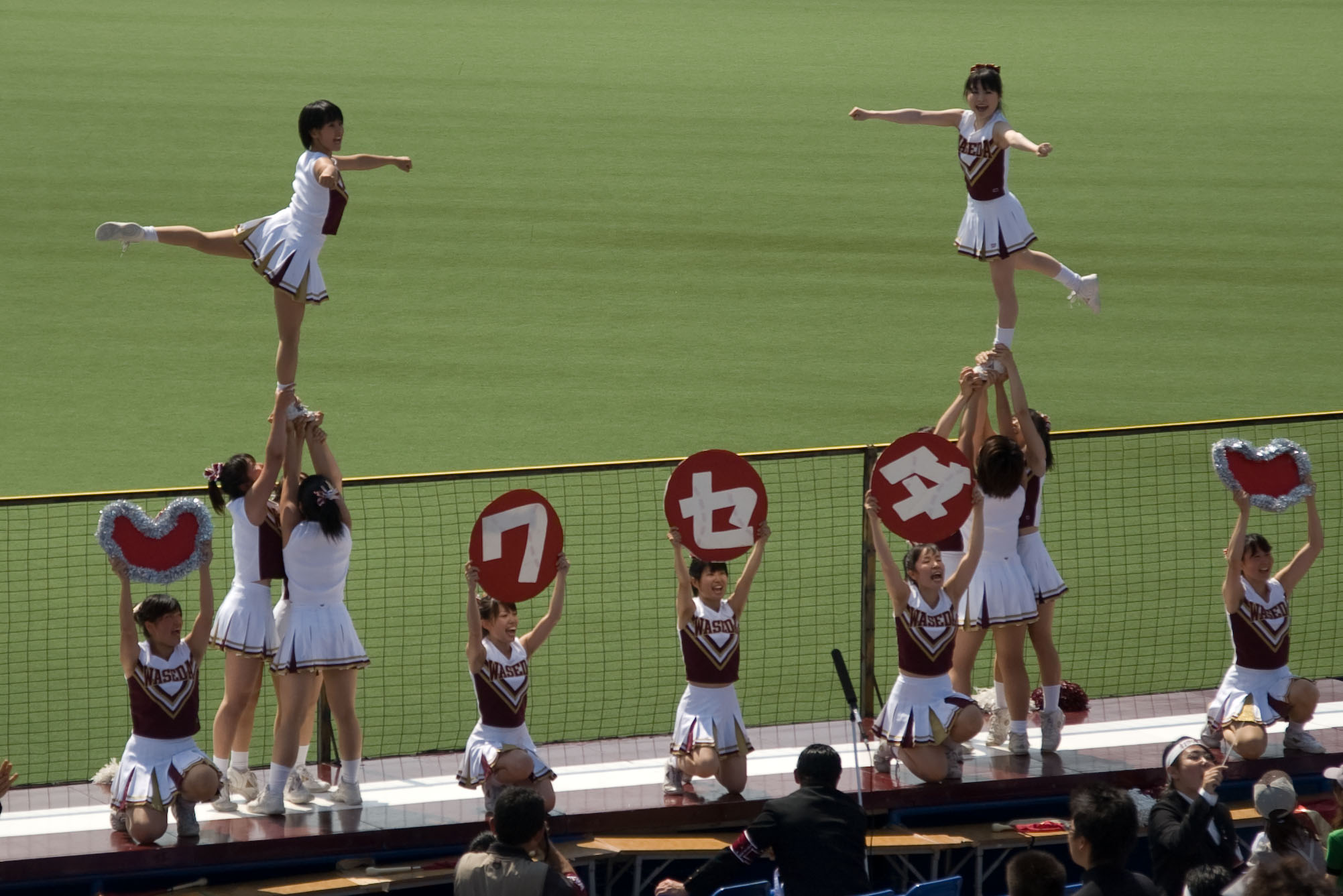
女子啦啦隊
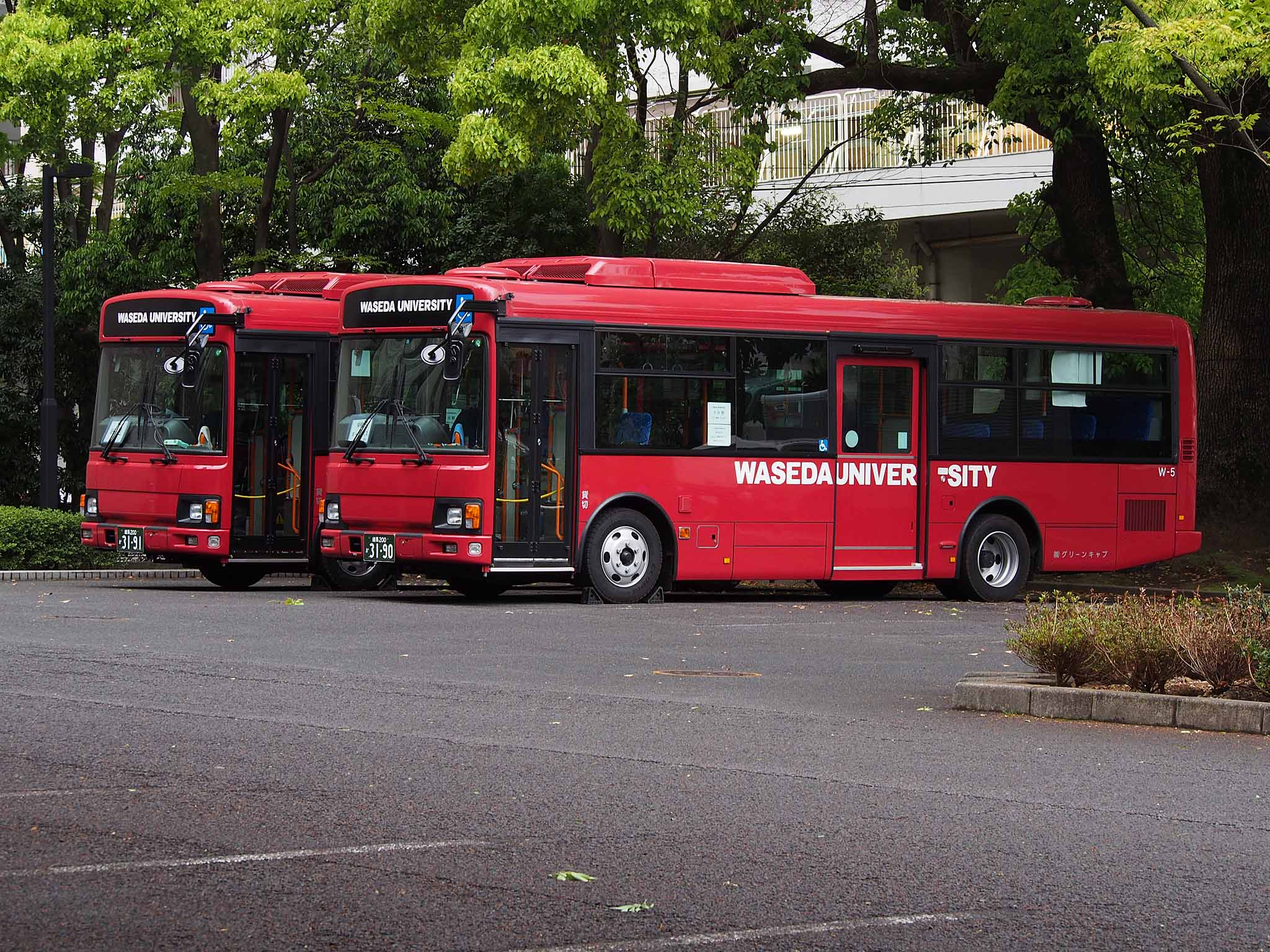
穿梭巴士

### 関連書籍
- 早稲田大学大学史編集所編『早稲田大学百年史』全8冊早稲田大学出版部、1978-1997年
- 島善高『早稲田大学小史』早稲田大学出版部、2005年
- 真辺将之『東京専門学校の研究』早稲田大学出版部、2010年
- 早稲田大学学生部編『Compass-学生の手帖2007』早稲田大学、2007年
- 早稻田大學留學生人數排名 （页面存档备份，存于）